# Vrijheidsgraad

lichaam
drie vrijheidsgraden voor translatie
drie vrijheidsgraden voor rotatie

Een vrijheidsgraad is een onafhankelijke parameter waarmee een aspect van een fysisch systeem wordt vastgelegd. Onafhankelijk wil zeggen dat de waarde van een parameter kan worden gekozen zonder dat andere parameters daarvoor moeten worden aangepast. Als een systeem geheel door één onafhankelijke parameter wordt gedefinieerd, bijvoorbeeld de positie van een gladde ronde knikker die als een puntmassa kan worden opgevat en door een smalle goot rolt, dan heeft dat systeem één graad van vrijheid, ook al vormt die goot een gekromd traject in een driedimensionale ruimte. Als ook de snelheid wordt beschouwd, dan zijn het er twee.
Bij het rekenen met vrijheidsgraden gaat het om continu te variëren parameters, die bijvoorbeeld elke reële waarde kunnen aannemen, of alle niet-negatieve waarden, of bij een hoek alle waarden van 0° tot 360°. De plaats van een punt op een lijn heeft bijvoorbeeld één vrijheidsgraad, een coördinaat die elke reële waarde kan aannemen. Als echter de afstand tot de oorsprong als vrijheidsgraad wordt beschouwd blijft er nog een vrijheid over, aan de ene kant van de oorsprong of aan de andere kant. Als dat als vrijheidsgraad zou worden gerekend zou het aantal vrijheidsgraden afhankelijk zijn van de keuze van de parameters, terwijl de bedoeling is dat dit aantal daar niet van afhangt. Zo heeft een isometrie in de driedimensionale ruimte zes vrijheidsgraden. Het onderscheid tussen directe en indirecte isometrieën is slechts een onderscheid tussen twee mogelijkheden en telt niet als zevende vrijheidsgraad. Als een isometrie in matrixnotatie wordt geschreven, {\displaystyle f(\mathbf {x} )=\mathbf {Ax} +\mathbf {b} } met {\displaystyle \mathbf {A} } een orthogonale matrix, worden 6 onafhankelijke vergelijkingen voor de orthogonaliteit in 12 onbekenden verkregen, wat ook 6 vrijheidsgraden geeft.

## Thermodynamica
In de thermodynamica kan in principe van elk systeem een toestandsvergelijking worden opgesteld, die een aantal toestandsgrootheden bevat. Het aantal onafhankelijk te variëren toestandsgrootheden is het aantal vrijheidsgraden. Van een homogeen gas is de toestandsvergelijking altijd uit te drukken in drie toestandsgrootheden. Dat kunnen bijvoorbeeld druk {\displaystyle P}, temperatuur {\displaystyle T} en volume {\displaystyle V} zijn. Afhankelijk van de beperkingen waaraan een hoeveelheid gas onderhevig is, kunnen 0, 1 of 2 daarvan onafhankelijk worden gevarieerd. De overige grootheden, dat kunnen er een, twee of drie zijn, kunnen dan niet meer vrij gekozen worden, maar kunnen uit de onafhankelijk gekozen waarden worden berekend.

## Mechanica
Als een lichaam zonder relevante structuur, dat dus als een puntmassa kan worden opgevat, zich in een driedimensionale ruimte bevindt, dan heeft een systeem dat de positie beschrijft drie vrijheidsgraden. Als het systeem ook de beweging beschrijft, dan heeft de toestand op een bepaald moment drie vrijheidsgraden voor de positie en drie voor de snelheid. Er zijn namelijk zes onafhankelijke variabelen nodig om deze toestand ten opzichte van een coördinatenstelsel te beschrijven: drie plaatscoördinaten en drie afgeleiden naar de tijd van die plaatscoördinaten, ofwel snelheden. Een star lichaam met een eindige uitgebreidheid heeft zes variabelen extra nodig: de drie componenten van de stand van het lichaam en de drie componenten van het impulsmoment ten opzichte van een eigen omwentelingsas. Deze geven plaats en snelheid van onderdelen van het lichaam ten opzichte van het eigen zwaartepunt aan. De 3-2-1-regel bepaalt het minimale aantal contactpunten waarmee de positie en stand van een voorwerp in de ruimte kan worden vastgezet.
Als een systeem van twee puntmassa's wordt beperkt tot het bewegen in een willekeurig vlak, een tweedimensionale ruimte, die eventueel gekromd kan zijn, dan heeft dit systeem vier vrijheidsgraden voor de posities en vier voor de snelheden.

## Statistiek
In de statistiek houdt het aantal vrijheidsgraden verband met het aantal onafhankelijke waarnemingen waarop een steekproef is gebaseerd. Hierdoor wordt de kansverdeling bepaald van de schatter van een verwachting van een stochastische variabele en daarmee ook de schatter van de standaardafwijking ten opzichte van die verwachtingswaarde. Een goed voorbeeld is de chi-kwadraattoets, waarin de chi-kwadraatverdeling wordt gebruikt. Dit is een kansverdeling met als parameter het aantal vrijheidsgraden {\displaystyle n}, namelijk de kansverdeling van de som van de kwadraten van {\displaystyle n} onderling onafhankelijke standaard-normaal verdeelde variabelen. Afhankelijk van de toets kan het aantal vrijheidsgraden bijvoorbeeld één minder zijn dan het aantal waarnemingen, omdat de betreffende toetsingsgrootheid is gebaseerd op de mate waarin de uitkomsten afwijken van hun gemiddelde.